# Пантелеймонівський вогнетривкий завод
ПАТ «Пантелеймонівський вогнетривкий завод» (Пантелеймонівський динасовий завод ім. К. Маркса) — одне з найбільших підприємств України, що спеціалізуються на випуску периклазових, периклазохромітових, периклазошпінельних, периклазовуглецевих, периклазоалюмовуглецевих і алюмопери.
Скорочена назва ПВЗ (абревіатура від Пантелеймонівський Вогнетривкий Завод).
Завод розташований у селищі Пантелеймонівка (Донецька область, Україна).

## На карті
48°12′15″ пн. ш. 37°58′57″ сх. д. / 48.204255° пн. ш. 37.982397° сх. д.